# Uniflor
Uniflor est une municipalité brésilienne située dans l'État du Paraná.